# Hiéroglyphe égyptien R7
La cassolette à encens en hiéroglyphes égyptiens, est classifiée dans la section R « Mobilier cultuel et emblèmes sacrés » de la liste de Gardiner ; cet hiéroglyphe y est noté R7.

## Représentation
Il représente un encensoir sous forme de cassolette duquel s'échappe de la fumée. Il est translittéré snṯr ou bȝ.

## Utilisation
| s | R8 | T · r | N33B |

| s | R8 | T · r | N33B |

| R8 | T22 | n · t · r | R7 |

| R8 | T22 | n · t · r | R7 |

| W10A |

| W10A |

| Aa4 |

| Aa4 |

| Aa4 |

| Aa4 |

| R7 | G29 | Z1 | / | G53 | Z1 |

| R7 | G29 | Z1 | / | G53 | Z1 |

| R7 | E10 |

| R7 | E10 |

| R7 | E10 |

| R7 | E10 |